# پایگاه فضایی شاهرود
مرکز فضایی شاهرود یک پایگاه فضایی نظامی تحت کنترل نیروی هوافضای سپاه پاسداران انقلاب اسلامی واقع در جنوب شرقی شاهرود، استان سمنان است که برای قرار دادن ماهواره‌های نظامی در مدار برنامه فضایی نظامی ایران استفاده می‌شود.